# XTC (Anthony Hamilton)
XTC (da pronunciare come Ecstasy) è il primo album in studio del cantante statunitense Anthony Hamilton, pubblicato nel 1996.

## Tracce
1. Total XTC – 4:45
2. I Wanna Be with You – 5:00
3. You're My Type of Woman – 4:29
4. Nobody Else – 3:21
5. Spend Some Time – 3:59
6. I Will Go – 3:47
7. Fallin' – 4:09
8. Forgive Me – 3:18
9. It's Only You – 5:08
10. Special Kinda Love – 4:34
11. In the Mood – 3:49
12. Thank You (Interlude) – 1:20